# Condado de Okaloosa
O condado de Okaloosa (em inglês:  Okaloosa County) é um dos 67 condados do estado americano da Flórida. A sede do condado é Crestview e a cidade mais populosa é Fort Walton Beach. Foi fundado em 13 de junho de 1915.

## Geografia
De acordo com o United States Census Bureau, o condado possui uma área de 2 803 km², dos quais 2 409 km² estão cobertos por terra e 393 km² por água.

## Demografia
Segundo o censo nacional de 2010, o condado possui uma população de 180 822 habitantes e uma densidade populacional de 75 hab/km². Possui 92 407 residências, que resulta em uma densidade de 38 residências/km².
Das nove localidades incorporadas no condado, Crestview é a mais populosa, com 20 978 habitantes, enquanto Fort Walton Beach é a mais densamente povoada, com 1 007 hab/km². Cinco Bayou é a menos populosa, com 383 habitantes. De 2000 para 2010, a população de Crestview cresceu 42% e a de Valparaiso reduziu em 21%. Apenas quatro localidades possuem população superior a 10 mil habitantes.